# Peropteryx trinitatis
Peropteryx trinitatis är en art i familjen frisvansade fladdermöss som förekommer i nordöstra Sydamerika. I några äldre avhandlingar skedde en sammanblandning med Peropteryx macrotis men Peropteryx trinitatis är godkänd som art.
Denna fladdermus upptäcktes ursprungligen på Trinidad. Den förekommer även på andra öar nordöst om Sydamerika samt i regionen Guyana och i nordöstra Brasilien. Arten vistas i låglandet och i kulliga områden upp till 400 meter över havet. Habitatet varierar mellan städsegröna skogar, träskmarker och mera torra savanner.
Individerna vilar i trädens håligheter, under trädstubbar, under överhängande jordblock, i bergssprickor, i grottor och i byggnader. I grottor har en koloni ibland 100 medlemmar. Arten jagar flygande insekter och hittas sällan nära marken.